# Robert Usher
Robert Beneke Usher (* 27. Februar 1901 in Missouri; † 23. Juli 1990 in Tehama County, Kalifornien) war ein US-amerikanischer Szenenbildner beim Film.

## Leben
Robert Usher studierte Kunst in Paris. Wie viele andere Künstler seiner Generation, die während der Großen Depression keine Aufträge erhielten, ging er nach Hollywood, wo er 1933 einen Vertrag als Szenenbildner bei Paramount Pictures erhielt. Bei dem Mae-West-Film Sie tat ihm unrecht (1933) kam er erstmals als Szenenbildner zum Einsatz. In den Folgejahren übernahm er häufig zusammen mit Hans Dreier die künstlerische Leitung von Paramounts Produktionen, so zum Beispiel bei Peter Ibbetson (1935), Die Dschungel-Prinzessin (1936), Engel (Angel, 1937) und Die Narbenhand (1942). 1941 erhielt Usher zusammen mit Dreier seine erste Oscar-Nominierung in der Kategorie Bestes Szenenbild für Arise, My Love. 1942 und 1945 folgten weitere Nominierungen, er ging jedoch stets leer aus. 1950 zog er sich aus dem Filmgeschäft zurück. Er starb 1990 im Alter von 89 Jahren in Tehama County, Kalifornien.

## Filmografie (Auswahl)
- 1933: Sie tat ihm unrecht (She Done Him Wrong)
- 1934: Treffpunkt: Paris! (Now and Forever)
- 1935: Peter Ibbetson
- 1935: Goin’ to Town
- 1935: Frauen – Launen (The Bride Comes Home)
- 1936: The Big Broadcast of 1936
- 1936: Perlen zum Glück (Desire)
- 1936: Die Dschungel-Prinzessin (The Jungle Princess)
- 1937: Waikiki Wedding
- 1937: Engel (Angel)
- 1937: Ein Mordsschwindel (True Confession)
- 1938: Blaubarts achte Frau (Bluebeard’s Eighth Wife)
- 1938: Auf verbotenen Wegen (Ride a Crooked Mile)
- 1939: Midnight – Enthüllung um Mitternacht (Midnight)
- 1939: Erbschaft um Mitternacht (The Cat and the Canary)
- 1940: Arise, My Love
- 1941: Der Weg nach Sansibar (Road to Zanzibar)
- 1941: Das goldene Tor (Hold Back the Dawn)
- 1941: Louisiana Purchase
- 1942: Geliebte Spionin (My Favorite Blonde)
- 1942: Die Narbenhand (This Gun for Hire)
- 1942: Der Weg nach Marokko (Road to Morocco)
- 1943: Keine Zeit für Liebe (No Time for Love)
- 1944: Sturzflug ins Glück (Practically Yours)
- 1947: Verrückter Mittwoch (The Sin of Harold Diddlebock)

## Auszeichnungen
- 1941: Oscar-Nominierung in der Kategorie Bestes Szenenbild zusammen mit Hans Dreier für Arise, My Love
- 1942: Oscar-Nominierung in der Kategorie Bestes Szenenbild für Das goldene Tor zusammen mit Hans Dreier und Sam Comer
- 1945: Oscar-Nominierung in der Kategorie Bestes Szenenbild für Keine Zeit für die Liebe zusammen mit Hans Dreier und Sam Comer